# Ботелья, Хуан
Хуан Ботелья Медина (исп. Juan Botella Medina, 4 июля 1941, Мехико — 17 июля 1970, Мехико) — мексиканский прыгун в воду, призёр Олимпийских игр.
Хуан Ботелья Медина родился в 1941 году в Мехико. Его отец — Хуан Ботелья Асенси — был испанским политиком времён Второй республики, и в 1933 году даже два месяца был министром юстиции Испании. В результате поражения республиканцев в гражданской войне ему с молодой женой Глорией Мединой Игуэрас пришлось эмигрировать в Мексику.
Хуан Ботелья Медина уже в 3 года начал ходить в бассейн, а в 5 лет — прыгать с трамплина. Естественно, при этом не обходилось без травм, ему случалось и ударяться головой. Его брат также занялся прыжками в воду, а сестра — плаваньем. В 1959 году он выиграл бронзовую медаль на Панамериканских играх, а в 1960 году на Олимпийских играх в Риме он завоевал бронзовую медаль в прыжках с трамплина.
Спортивные травмы и постоянное переутомление привели к тому, что в 1970 году Хуан Ботелья Медина скончался от артериальной гипертензии во время работы над диссертацией.